# Ермолов, Анатолий Никанорович
Анатолий Никанорович Ермолов (1 мая 1913 года, деревня Курилово, Галичский уезд, Костромская губерния, Российская империя — 12 ноября 1977 года, Галич, Костромская область) — председатель колхоза «Ударник полей» Промышленновского района Кемеровской области. В 1949 году получил звание Героя Социалистического Труда, которого был лишён в 1950 году.

## Биография
Родился в 1913 году в крестьянской семье в деревне Курилово (сегодня — Новое Курилово Антроповского района) Галичского уезда Костромской губернии. Окончил два класса местной церковно-приходской школы. Трудился у зажиточных крестьян. После установления советской власти работал избачём, счетоводом. С октября 1929 года — секретарь, председатель Ново-Куриловского сельского совета.
В 1935 году переехал в Сибирь, где трудился счетоводом в колхозе имени Ленина Абатского района (1935—1938), бухгалтером в конторе «Заготживсырьё» Промышленновского района Новосибирской области. С июня 1941 года участвовал в Великой Отечественной войне. В марте 1942 года демобилизовался по ранению. Возвратился в Новосибирскую область, где после выздоровления был избран в 1943 году председателем колхоза «Штурм» Промышленновского района. С ноября 1943 года — председатель колхоза «Ударник полей» Титовского района (в 1946 году Титовский район вошёл в состав Промышленновского района).
За короткое время вывел колхоз «Ударник полей» в число передовых сельскохозяйственных предприятий Промышленновского района. В 1948 году колхоз стал многопрофильным предприятием. Кроме выращивания сельскохозяйственных культур и животноводства в колхозе стали заниматься разведением пушных зверей, кролиководством и рыбоводством. По сравнению с 1940 годом посевная площадь увеличилась на 750 гектаров, более чем в 10 раз увеличилось поголовье свиней, колхозная отара возросла до 200 голов.
В 1948 году колхоз сдал государству в среднем с каждого гектара по 14,4 центнера зерновых, на отдельных участках урожайность зерновых достигла в среднем по 30,7 центнеров с гектара. Валовый сбор пшеницы превысил довоенный уровень на 30 тысяч пудов. Средний сбор капусты с каждого гектара составил по 366 центнеров и на отдельных участках — по 500 центнеров с гектара. Картофеля было собрано в среднем с каждого гектара по 504,5 центнеров на участке площадью 12,2 гектаров. Указом Президиума Верховного Совета СССР от 25 февраля 1949 года удостоен звания Героя Социалистического Труда «за получение высоких урожаев пшеницы, ржи и картофеля в 1948 году» с вручением ордена Ленина и золотой медали «Серп и Молот».
Этим же указом звания Героя Социалистического Труда были удостоены бригадир Иван Иванович Веселов, звеньевые Матрёна Борисовна Долбня, Любовь Васильевна Лебедева и Мария Моисеевна Шевченко.
С июня 1950 года — член научного Совета Кемеровской государственной селекционно-опытной станции.
В 1950 году Кемеровский облисполком провёл проверку отчётности по колхозу «Ударник полей» и выявил, что председатель колхоза умышленно предоставил в 1948 году недостоверные сведения о состоянии колхозного хозяйства, завысив показатели урожайности, уборки сельскохозяйственных культур и животноводства. Фактически было сдано по 11,3 центнеров зерновых с каждого гектара вместо запланированных 12,8 центнеров. В документе отмечалось, что Анатолий Ермолов завысил урожайность, приписав к фактическому сбору 2420 центнеров. Кемеровский облисполком обратился в Президиум Верховного Совета СССР с ходатайством о лишении Анатолия Ермолова звания Героя Социалистического Труда. 
Президиум Верховного Совета СССР своим Указом от 25 сентября 1950 года лишил Анатолия Никаноровича Ермолова звания Героя Социалистического Труда.
По некоторым сведениям причиной проверки стала личная ссора Анатолия Ермолова с одним из секретарей Промышленновского райисполкома, во время которой Анатолий Ермолов бросил партийный билет на стол. За этот поступок он был исключён из партии и в колхозе начались различные комиссии и проверки.
В 1950 году переехал в Салехард, где трудился директором Тюменской заготовительной товарной базы «Главрыбсбыт». С 1951 года проживал в городе Петухово Курганской области, где до 1954 года работал счетоводом в артели «Труд». В 1954 году переехал в Галичский район. Был избран председателем колхоза «Восход» Галичского района. В это же время восстановлен в партии. С 1962 года — председатель колхоза «Рассвет», затем — председатель колхоза «Дружба» (1964—1967), заместитель начальника СМУ № 11 в Галиче (1967—1968).
С 1968 года — председатель рыболовецкого колхоза имени XXII съезда КПСС в Галиче. Вывел колхоз из числа отстающих в передовые предприятия Галичского района. В 1977 году доход колхоза составил 400 тысяч рублей (в 1960-е годы доход колхоза составлял около 65 тысяч рублей в год).
Возглавлял колхоз до своей скоропостижной смерти в ноябре 1977 года.
Похоронен в Галиче.